# Gethyllis setosa
Gethyllis setosa är en amaryllisväxtart som beskrevs av Hermann Wilhelm Rudolf Marloth. Gethyllis setosa ingår i släktet Gethyllis och familjen amaryllisväxter. Inga underarter finns listade i Catalogue of Life.